# Stanisław Zgliczyński
Stanisław Zgliczyński, ziemianin (ur. ? – zm. po 1830) – generał major ziemi stężyckiej.
Z ziemi stężyckiej pochodził i był jej sędzią ziemskim.
Po wybuchu w insurekcji kościuszkowskiej 1794 sędzia Sądu Kryminalnego. Jako człowieka głoszącego postępowe poglądy powołano go na generała ziemiańskiego z zadaniem zorganizowania powstania w ziemi stężyckiej. Z własnych pieniędzy zakupił konie dla wystawionego przez ziemię pułku lekkiej kawalerii. Należał do tych niewielu nominantów T. Kościuszki, którzy wykazali inicjatywę i ofiarność. Wdał się w spór kompetencyjny z gen. I. Boskim.
Po wybuchu powstania 1830 zgłosił się do służby, ale wobec braku kwalifikacji liniowych i podeszłego wieku przydziału nie otrzymał.